# Spiroctenus minor
Spiroctenus minor là một loài nhện trong họ Nemesiidae.
Spiroctenus minor được miêu tả năm 1913 bởi Hewitt.